# Marcus Antistius Labeo
Marcus Antistius Labeo (ur. ok. 42 r. p.n.e., zm. 10/11 r. n.e.) – rzymski prawnik, syn Kwintusa Antistiusa Labeo i uczeń Gaiusa Trebatiusa Testy. W młodym wieku osiągnął urząd pretora, jednak jego kariera polityczna nie rozwinęła się dalej. Jako zagorzały republikanin, otwarcie okazywał niechęć do dyktatorskich rządów Oktawiana Augusta. Niekiedy celowo doprowadzał cesarza do złości podczas posiedzeń senatu. August odwdzięczył się pomijając pewną kandydaturę Labeona na stanowisko konsula i zamiast niego wywyższając do tego honoru jego rywala Gaiusa Ateiusa Capito, wiernego nowemu reżimowi prawnika.
Nie znajdując dla siebie miejsca w politycznej rzeczywistości pryncypatu, Labeon poświęcił się jurysprudencji. Owocem jego pracy był ogromny dorobek pisarski – ok. 400 dzieł, cenionych i cytowanych przez późniejszych  jurystów (m.in. Gaiusa, Ulpiana i Paulusa). W Digestach Justyniana znajduje się poświęcony mu pochlebny fragment, zakończony konkluzją, że "wprowadził wiele innowacji" (plurima innovare instituit). W tych samych Digestach wykorzystano ok. 500 fragmentów jego prac.
Wysiłki Labeona nie ograniczały się do sfery prawa. Posiadał rozległą wiedzę i pisał prace z takich dziedzin jak dialektyka, gramatyka i etymologia (swoją doskonałą znajomość łacińskiego języka i jego historii miał wykorzystywać regularnie przy rozwiązywaniu sporów i udzielaniu porad prawnych). 
Jednocześnie Labeon prowadził działalność pedagogiczną – każdego roku przez sześć miesięcy przebywał w Rzymie ze swoimi uczniami i zajmował się ich edukacją, by na następnych sześć miesięcy wyjechać i poświęcić się całkowicie pisaniu. Tradycyjnie przypisuje się mu założenie szkoły prawniczej Prokulianów, nazwanej od imienia Prokulusa, ucznia Labeona i późniejszego przywódcy szkoły. 